# Time-weighted average price
Средневзвешенная по времени цена (англ. time-weighted average price, TWAP) — финансовый термин, обозначающий среднюю цену ценной бумаги в определённый промежуток времени.
Цена вычисляется путём взятия цены сделок ценной бумаги через определённые регулярные интервалы времени и вычисления простого среднего этих цен, не принимая во внимание объёмы сделок по каждой из этих цен.
TWAP-цена является простейшим ценовым показателем на определённом промежутке времени. Она позволяет трейдерам и их клиентам оценивать исполнение заявки, сравнивая цену, по которой исполнялась заявка в каждый данный интервал времени, со средней ценой сделок в данный интервал времени.
На основе TWAP строится один из первых и ранних алгоритмов алгоритмической торговли, когда большая по объёму заявка делится на равные мелкие заявки, которые отправляются на рынок через регулярные интервалы времени. По-другому его ещё называют «Clock» или «Slicer». TWAP, как самый примитивный алгоритм алгоритмической торговли, часто противопоставляют VWAP-алгоритму, как более продвинутому. Для сравнения, если взять две торговые сессии — утреннюю и полуденную, то TWAP-алгоритм отправит 50 % заявки во время утренней и 50 % — во время полуденной, а VWAP-алгоритм — 40 % во время утренней, а 60 % — во время полуденной. Предсказуемость TWAP-алгоритма позволяет другим игрокам рынка легко обнаружить его действия и играть против него, поэтому в TWAP-алгоритм обычно добавляются некоторые элементы случайности.